# دیوید همینگز
دیوید ادوارد لسلی همینگز (به انگلیسی: David Edward Leslie Hemmings) بازیگر سینما، تئاتر و تلویزیون و نیز کارگردان و تهیه‌کننده سینما و تلویزیون انگلیسی بود. از جمله نقش‌های برجستهٔ وی می‌توان به بازی در فیلم آگراندیسمان به کارگردانی میکل‌آنجلو آنتونیونی اشاره کرد.

## فیلم‌شناسی
- آگراندیسمان (۱۹۶۶)
- نیروی عظیم (۱۹۷۴)
- قرمز تیره (۱۹۷۵)
- گرگ آسمان (۱۹۸۴)
- گلادیاتور (۲۰۰۰)
- مین ماشین (۲۰۰۱)
- جاسوس‌بازی (۲۰۰۱)
- آخرین سفارش‌ها (۲۰۰۱)
- تعادل (۲۰۰۲)
- دار و دسته‌های نیویورکی (۲۰۰۲)
- انجمن نجیب‌زادگان عجیب (۲۰۰۳)